# طاقانك
طاقانك (بالفارسية: طاقانک) هي منطقة سكنية تقع في إيران في البلدة المركزية. يقدر عدد سكانها بـ 5,504 نسمة .